# Bleda syndactylus
El bubul bigotudo (Bleda syndactylus) es una especie de ave paseriforme de la familia Pycnonotidae propia de África occidental y central.

## Taxonomía
El bulbul bigotudo fue descrito científicamente por zoólogo inglés William Swainson en 1837, dentro del género Dasycephala. Posteriormente fue trasladado al género Bleda
Se reconocen dos subespecies:
- B. s. syndactylus - (Swainson, 1837): se encuentra desde Sierra Leona al oeste de la República Democrática del Congo y el norte de Angola;
- B. s. woosnami - Ogilvie-Grant, 1907: está presente desde el este de la República Democrática del Congo hasta el sur de Sudán del Sur, el oeste de Kenia y el noroeste de Zambia.